# خوان غارسيا (لاعب رماية)
خوان غارسيا (بالإسبانية: Juan García)‏ هو لاعب رماية إسباني، ولد في 12 أبريل 1934 في مدريد في إسبانيا، وتوفي في 1981.

## وصلات خارجية
- خوان غارسيا على موقع أوليمبيديا (الإنجليزية)